# Hypoplectrus indigo
O hamlet-índigo (Hypoplectrus indigo), é uma espécie de peixe nativo de recifes de coral do Atlântico Ocidental, sendo muito apreciado por aquaristas, pois possui uma coloração azul índigo forte por todo seu corpo, que se destaca entre outros peixes tropicais, sendo considerado um dos animais marinhos mais belos do Mar do Caribe. Sua coloração o ajuda a se mesclar entre cardumes de donzelas-azul-do-Atlântico (Azurina cyanea) para preda-los, pois esses pequenos peixes são suas principais presas.
O hamlet-índigo é nativo do Atlântico Ocidental, sendo encontrado na Flórida para as Bahamas até as Ilhas Cayman para o Caribe continental e insular até o Panamá.